# Gyronycha fusciceps
Gyronycha fusciceps är en skalbaggsart som beskrevs av Thomas Casey 1893. Gyronycha fusciceps ingår i släktet Gyronycha och familjen kortvingar. Inga underarter finns listade i Catalogue of Life.